# Rogatec nad Želimljami
Rogatec nad Želimljami (Duits: Rogatz) is een plaats in Slovenië en maakt deel uit van de gemeente Ig in de NUTS-3-regio Osrednjeslovenska. De plaats telde 32 inwoners op 1 januari 2020.